# Sarah Vandella
Sarah Vandella (Hauppauge, New York, 1983. december 2. –) amerikai pornószínésznő.

## Élete és pályafutása
Hippi szülőktől született. 18 éves korában kezdett a felnőtt-szórakoztatóiparban dolgozni Nevada városaiban, mint sztriptíztáncos. Hardcore filmekben kezdett szerepelni, amikor 20-as éveiben járt, 2007-ben. Olyan jelentékeny cégeknek dolgozott, mint Vivid, Hustler, Naughty America, Reality Kings, Brazzers és Adam & Eve. Számos AVN-díjra jelölték, beleértve a 2010-ben legjobb párosszex-jelenetet. Volt jelölve F.A.M.E.-díjra és XRCO-díjra is. Kalifornia államban, Los Angelesben lakik.

## Válogatott filmográfia
- 2013: Slumber Party Cupcake Sluts (video)
- 2013: Too Much Anal (video)
- 2013: Big Wet Asses 22 (video)
- 2012: Mancation
- 2012: Interracial Lesbian Romance (video) (as Sarah Vadella)
- 2012: Mom’s Cuckold 8 (video)
- 2012: Blow (video)
- 2012: Filthy Cocksucking Auditions (video)
- 2011: Mommies Gone Bad (video)
- 2011: Bridesmaids: A XXX Parody (video)
- 2011: Big Breast Nurses 6 (video)
- 2011: Breast in Class: Naturally Gifted (video) (as Sara Sloane)
- 2011: All About Kagney Linn Karter (video)
- 2011: Dirty Blondes (video)
- 2011: Who’s Nailin’ Palin? 2 (video)
- 2011: Superstar Showdown 4: Alexis Texas vs. Sarah Vandella (video)
- 2011: Rewind Time Machine (TV movie)
- 2011: Splashdown (video) (as Sara Sloane)